# Dlabotchitsa
Dlabotchitsa ou Dlabočica (en macédonien Длабочица) est un village du nord de la Macédoine du Nord, situé dans la municipalité de Staro Nagoritchané. Le village comptait 51 habitants en 2002. Il est à 1 041 m d'altitude, dans le massif du Kozyak.

## Démographie
Lors du recensement de 2002, le village comptait :
- Macédoniens : 51